# 개풍역
개풍역(開豊驛)은 조선민주주의인민공화국 개성특별시 개풍구역에 위치한 평부선의 철도역이다. 1906년 경의선 개통 당시에는 토성역(土城驛)으로 개업하였으나 1952년 12월, 토성면 외 4개 면과 청교면의 일부가 개풍읍으로 합병되면서 이에 따라 역명이 개풍역으로 변경되었다. 과거에는 토해선이 지나가기도 했었다.